# Trogia
Trogia es un género de hongos en la familia Marasmiaceae. Su nombre hace referencia al micólogo suizo Jacob Gabriel Trog. El género contiene unas 20 especies con una distribución amplia en regiones tropicales.

## Descripción
El género contiene especies de hongos con cuerpos fructiferos clitociboides (hongos con laminillas que no poseen  velos parciales y cuyas esporadas son blancas, amarillentas o rosadas) a omfalinoides (hongos con laminillas adosadas, un estipe similar a cartílago, un sombrero cuya superficie es amplia o deprimida y que no posee un anillo y tipo volva). Los cuerpos fructíferos son duros cuando secos, pero reviven si se los humedece. Crecen sobre madera en descomposición o material forestal leñoso.

## Distribución
Las especies de este género habitan en zonas tropicales y subtropicales. Trogia cantharelloides (Mont.) Pat. es una especie neotropical con una distribución amplia, con registros en Puerto Rico, y Cuba además de otros sitios.

## Usos
Por ser un género de hongo de podredumbre de la madera, las especies de Trogia tienen enzimas que rompen la lignina, un complejo polisacárido que es el responsable en gran medida de la resistencia de la madera. Trogia buccinalis ha sido investigada por su capacidad de utilizar estas enzimas para partir moléculas polucionantes tales como antraceno, pentaclorofenol, y policloruro de vinilo.

## Síndrome de muerte súbita de Yunnan
La especie, Trogia venenata, comunemente denominada "pequeño blanco" ha estado relacionada con la muerte de unas 400 personas en la provincia de Yunnan, en el suroeste de China. Los hongos crecen luego de lluvias y contienen aminoácidos tóxicos y parecería son cardiotóxicos para ciertas personas susceptibles, causando arritmia fatal. Los aminoácidos no son usados en proteínas, y uno de ellos era desconocido con anterioridad. Según el taxonomista Yang Zhuliang, anteriormente no se tenían registros de que Trogia contuviera especies venenosas. Un equipo liderado por el epidemiólogo Zeng Guang ha sugerido que el elemento bario, que se encuentra en los alimentos locales y agua contaminada, podría aumentar la toxicidad de Trogia. Sin embargo ello ha sido descartado por estudios posteriores.

## Especies
En la décima edición del Dictionary of the Fungi (2008) se estimaba que existían unas 20 especies en este género. Index Fungorum en el 2015, indica 74 especies válidas en este género.
- Trogia alba
- Trogia aphylla
- Trogia aplorutis
- Trogia aquosa
- Trogia aurantiphylla
- Trogia borneoensis
- Trogia brevipes
- Trogia buccinalis
- Trogia calyculus
- Trogia cantharelloides
- Trogia carminea
- Trogia caryotae
- Trogia ceraceomollis
- Trogia cervina
- Trogia cinerea
- Trogia crinipelliformis
- Trogia cyanea
- Trogia delicata
- Trogia diminutiva
- Trogia exigua
- Trogia fuliginea
- Trogia fulvochracea
- Trogia furcata
- Trogia fuscoalba
- Trogia fuscolutea
- Trogia fuscomellea
- Trogia ghesquierei
- Trogia grisea
- Trogia hispidula
- Trogia holochlora
- Trogia icterina
- Trogia impartita
- Trogia inaequalis
- Trogia lilaceogrisea
- Trogia limonosporoides
- Trogia macra
- Trogia mammillata
- Trogia mellea
- Trogia mycenoides
- Trogia nigrescens
- Trogia nitrosa
- Trogia ochrophylla
- Trogia octava
- Trogia odorata
- Trogia omphalinoides
- Trogia pallida
- Trogia papillata
- Trogia papyracea
- Trogia pleurotoides
- Trogia polyadelpha
- Trogia primulina
- Trogia raphanolens
- Trogia revoluta
- Trogia rivulosa
- Trogia rosea
- Trogia rubida
- Trogia seriflua
- Trogia silvae-araucariae
- Trogia silvestris
- Trogia straminea
- Trogia subdistans
- Trogia subgelatinosa
- Trogia subglobospora
- Trogia sublateralis
- Trogia subrufescens
- Trogia subtomentosa
- Trogia subtranslucens
- Trogia subviridis
- Trogia tenax
- Trogia tricholomatoides
- Trogia umbonata
- Trogia umbrinoalba
- Trogia venenata
- Trogia violaceogrisea